# Svenska varmblodiga hästen
Svenskt varmblod (förkortat SWB) är en hästras som har utvecklats i Sverige ur den svenska lanthästen främst för militärt bruk. I dagligt tal används ofta även begreppet  svenskt halvblod. Rasen har både före och efter den militära "avhästningen" på 1950-talet alltid varit konkurrenskraftig i internationella tävlingssammanhang och är bland världens främsta tävlingshästar i grenarna hoppning, dressyr, fälttävlan och körning.

## Historia
Under 1800-talet försämrades Sveriges hästavel avsevärt vilket fick svenska staten att reagera. En organisation för remonthästar startades och staten införde regler för hästavel och tyngdpunkten lades på hingsthållningen och dess kvalitet. Målet var nu att ta fram allsidiga, hållbara ridhästar med ett gott lynne som skulle passa som både remont för armén och för privatpersoner som använde hästarna för körning och ridning. Grunden var de gamla svenska lanthästarna som hade använts i åratal inom både kavalleriet och bland bönderna. 
Till hingstdepåerna Flyinge och Strömsholm inköptes hingstar från bland annat Danmark, Tyskland, Holland och England. Bland dessa raser utmärkte sig angloaraber och engelska fullblod, hannoveranare och trakehnare mest av de hästar som skulle korsas med de gamla lanthästarna för att få uthålligare, atletiska och snabbare hästar. Detta ledde dock till att den svenska lantrasen helt försvann. De svenska varmblodshästarna avlades nu fram på Strömsholm, Flyinge, Ottenby och det privata stuteriet Widtsköfle. 
År 1874 inleddes hästpremieringar med stränga regler för hästarnas utseende, prestation och karaktär. Premieringssystemet kompletterades 1914 med lagen om hingstbesiktningstvång för att godkänna hingstar för kommersiellt avelsbruk och att utestänga olämpliga hingstar ur aveln. Ston fick endast betäckas med godkända hingstar. En stambok upprättades för rasen och år 1928 bildades rasens förening, Avelsföreningen för svenska varmblodiga hästen i Flyinge, som tog över all registrering och förande av stamboken. 1888 avvecklade dock Flyinge sitt stuteri, Ottenby lade ner sin verksamhet år 1891 efter en eldsvåda och Strömsholm som hade anor från 1500-talet lade ner all verksamhet utom hingstdepån som var igång fram till 1956. Enbart Widtsköfle i Skåne hade hand om aveln av den svenska varmblodshästen fram till 1922 då Flyinge öppnade sin verksamhet igen. Widtsköfle var då det mest framträdande och rekommenderade svenska stuteriet men avvecklades 1950. 
Den nuvarande aveln strävar efter att få fram en internationell sporthäst som skall vara ädel, elegant, hållbar, fertil och ha utstrålning. Avelsföreningen för svenska varmblodiga hästen (SWB) som bildades år 1928 arbetar för att stimulera den svenska varmblodsaveln och stödja uppfödarna och de regionala hästavelsföreningar som är medlemmar i SWB. Det övergripande avelsmålet för Svenskt varmblod är: ”En ädel, korrekt och hållbar varmblodshäst som genom sitt prestationsinriktade temperament, sin ridbarhet, goda rörelser och/eller hoppförmåga är internationellt konkurrenskraftig.” Rasen har öppen stambok, vilket betyder att andra raser som godkänts av avelsföreningen får användas i aveln. Det gäller de flesta varmblodshästar samt fullblod. 

## Egenskaper
Det svenska varmblodet ska vara välproportionerligt med ett finskuret huvud. Nosprofilen kan variera något men bör inte vara varken för inåtbuktande som hos araben, eller för utåtbuktande. Ögonen är klara och livliga. Ryggen ska vara lagom lång med väl markerad manke. Benen är långa och starka för att ge extra skjuts till deras hoppanlag. Deras goda rörelser har blivit uppmärksammade världen runt och har till och med fått begreppet "schwedengang" i Tyskland och är då benämning på en utmärkt vägvinnande trav.  

### Ur Avelsplanen 2006 för Avelsföreningen för Svenska Varmblodiga Hästen
"En varmblodshäst som är byggd för att naturligt bära sig i rätt form under ryttare och ha lätt för att utföra det arbete vi begär av den. Den ska vara lätt, högställd och långlinjerad, ha ett vackert uttrycksfullt huvud ha en väl ansatt hals, välutvecklad manke, liggande bog och något sluttande kors, en stark rygg med bra sadelläge samt nöjaktigt korrekta extremiteter med hovar av god kvalitet. Önskvärd storlek på hingstar 164–170 cm och på ston 162–168 cm."
Det svenska varmblodet är en mycket användbar allroundhäst med en mankhöjd om cirka 155–175 centimeter som är lämpad för alla ridsportgrenar. På grund av dess breda användningsområde används den i dag som tävlingshäst, som ridskolehäst och som ren fritidshäst för promenadridning.

## Avel

### BLUP-index
BLUP är en förkortning för "Best Linear Unbiased Prediction" och är en metod för att beräkna avelsindex . Metoden innebär att individens egna resultat vägs samman med dess släktingars resultat, vilket ger en indikation på vad man kan förvänta sig av avkomman. För det Svenska varmblodet (SWB) baseras indexen på resultat från unghästtest, ridhästtest och officiella tävlingar. Metoden tar hänsyn till kvaliteten på de ston en hingst har tillförts, och vice versa. Vid beräkningarna tas också hänsyn till miljöfaktorer som kan påverka en individs resultat, till exempel poängnivån vid de olika bedömningstillfällen, kön och födelseår. En förutsättning för att beräkna avelsindex är att man känner till egenskapernas ärftlighet och sambanden mellan dem. BLUP-indexen uppdateras årligen och utgår från en referenspopulation bestående av hästar i ålder 4-18 år som visats på unghästbedömning och/eller tävlats. Hur säkert ett index är beror på hur mycket information som ligger till grund för skattningen. För SWB publiceras både värderande avelsindex och beskrivande avelsindex.

### Värderande avelsindex
Värderande avelsindex beräknas utifrån individens förväntade nedärvning i förhållande till avelsmålet. Ju högre index, desto bättre. Medelvärdet för dessa index sätts alltid till 100, vilket innebär att en individ med ett index som är betydligt högre än 100 kan förväntas ha en nedärvning som är bättre än genomsnittet för den aktuella egenskapen. De värderande avelsindexen har två huvudindex; hoppning och dressyr. Dessa avser målegenskapen tävlingsprestation, vilket mäts i ackumulerade tävlingspoäng i hoppning respektive dressyr. BLUP-index beräknas också för ytterligare nio exteriör- och prestationsegenskaper.

### Beskrivande avelsindex
De beskrivande indexen anger individens förväntade förärvning för en rad egenskaper utan att lägga någon värdering i dem, till exempel om en individ är ädel eller grov, eller har kort eller lång steglängd i trav. Dessa index grundas på egenskaperna som finns med i den linjära beskrivningen, som infördes vid unghästbedömningar år 2013 . Även här sätts medelvärdet till 100, men till skillnad från de värderande indexen är ett högt index inte likställt med ”bättre”. Totalt finns beskrivande index för 59 egenskaper och dessa fungerar bland annat som ett hjälpmedel till uppfödarna vid val hingst.